# USS Belleau Wood (LHA-3)
Pour les autres navires du même nom, voir USS Belleau Wood.
Le USS Belleau Wood (LHA-3) est l'un des cinq Landing Helicopter Assault de classe Tarawa de la United States Navy. Il fut nommé d'après la bataille du bois Belleau menée en 1918 lors de la Première Guerre mondiale, première bataille à laquelle participa l'American Expeditionary Force. Mis en service en 1978, il fut désarmé en 2005 et coulé en 2006 dans le cadre d'un exercice RIMPAC dans le Pacifique.

## Histoire du service
Dans le cadre de l'INTERFET, lors de la crise timoraise de 1999, le navire avec à son bord un bataillon d'infanterie des Marines américains composé de 1 000 hommes était également stationné au large afin de représenté une réserve stratégique.

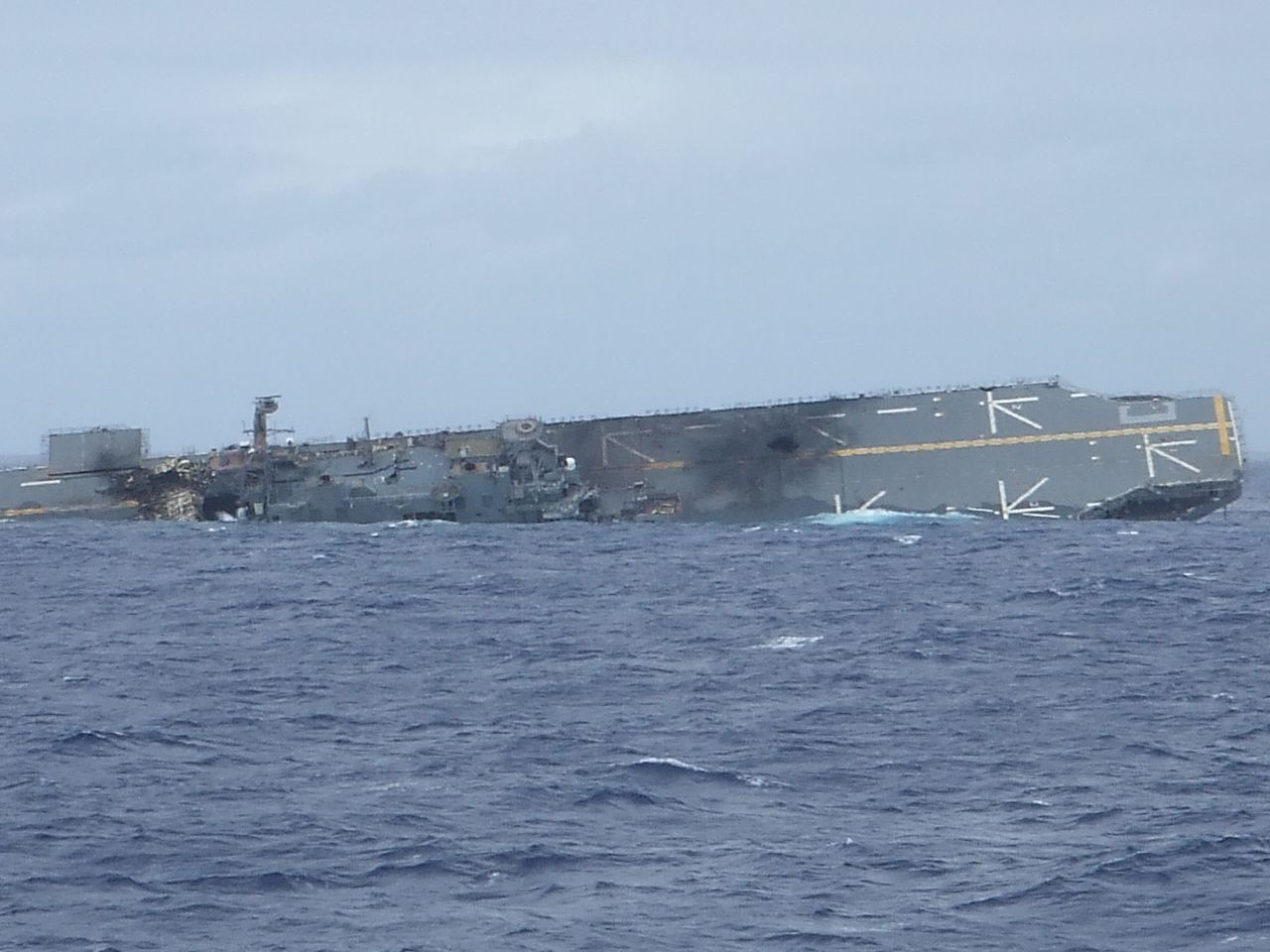
Derniers instants du Belleau Wood.